# Гільєрмо Гарсія Гонсалес
Гільєрмо Гарсія Гонсалес (9 грудня 1953, Санта-Клара — 26 жовтня 1990, Гавана) — кубинський шахіст, гросмейстер від 1976 року.

## Шахова кар'єра
Від початку 1970-х років до трагічної загибелі внаслідок автомобільної аварії належав до числа провідних кубинських шахістів. Тричі (1974, 1976, 1983) вигравав чемпіонат країни. Між 1974 і 1988 роками сім разів взяв участь у шахових олімпіадах (зокрема 4 рази на першій шахівниці), 1987 року представляв у Юніні кольори національної збірної на командному чемпіонаті Організації Американських Держав (здобув дві золоті нагороди: у командному та особистому заліку на 3-й шахівниці), a 1989 — на командному чемпіонаті світу в Люцерні. Двічі взяв участь у міжзональних турнірах (відбору до чемпіонатів світу): у 1979 році посів у Ріо-де-Жанейро 13-те місце. 1982 року в Москві виступив набагато краще, посівши 6-те місце.
Взяв участь у багатьох міжнародних турнірах, двічі (1977 — разом з Олегом Романишиним i 1980) переміг на меморіалі Капабланки в Сьєнфуегосі. Крім того, досягнув успіхів, зокрема, у таких містах як Лас-Пальмас (1974, поділив 2-ге місце позаду Любомира Любоєвича, разом з Олександром Бєлявським i Фрідріком Олафссоном, перед Левом Полугаєвським, Ульфом Андерссоном i Бентом Ларсеном), Гавана (1982, посів 1-ше місце), Баямо (1983, поділив 2-ге місце позаду Карлоса Гарсії Палермо i 1984, посів 2-ге місце за Алонсо Сапатою), Гавана (1985, поділив 2-ге місце позаду Едуарда Гуфельда i 1986, поділив 1-ше місце разом з Алонсо Сапатою), а також Понтеведра (1986, поділив 1-ше місце).
Найвищий рейтинг Ело в кар'єрі мав станом на 1 січня 1978 року, досягнувши 2535 пунктів, посідав тоді 50-те місце в світовій класифікації ФІДЕ (а також 1-ше серед кубинських шахістів).

## Зміни рейтингу
| На цьому місці має відображатися графік чи діаграма, однак з технічних причин його відображення наразі вимкнено. Будь ласка, не видаляйте код, який викликає це повідомлення. Розробники вже працюють для того, щоби відновити штатне функціонування цього графіка або діаграми. | |
| | На цьому місці має відображатися графік чи діаграма, однак з технічних причин його відображення наразі вимкнено. Будь ласка, не видаляйте код, який викликає це повідомлення. Розробники вже працюють для того, щоби відновити штатне функціонування цього графіка або діаграми. |